# Gateshead Football Club
Maillots
Actualités
Le Gateshead Football Club est un club de football anglais basé à Gateshead (Hillingdon). Le club évolue cette saison en National League (cinquième  division anglaise).
Le club est originellement fondé en 1930, mais disparaît en 1977. Cette année-ci, le club est refondé sous le même nom.
En 2009, le club est promu en Conference National (cinquième division anglaise), un an après avoir été promu en National League North.

## Palmarès
- Nations league north ( D6 ) 
  - Champion : 21-22
- FA Trophy
  - Finaliste : 2023
  - Champion : 2024

## Joueurs et personnalités du club

### Entraîneurs
Le tableau suivant présente la liste des entraîneurs du club depuis 1921.
| Rang | Nom              | Période   |
| ---- | ---------------- | --------- |
| 1    | Ray Wilkie       | 1977-1986 |
| 2    | Terry Hibbitt    | 1986      |
| 3    | David Parnaby    | 1986-1987 |
| 4    | Tony Lee         | 1990-1993 |
| 5    | Tommy Cassidy    | 1993-1994 |
| 6    | Colin Richardson | 1994-1997 |

| Rang | Nom               | Période   |
| ---- | ----------------- | --------- |
| 7    | Jim Platt         | 1997      |
| 8    | John Carroll      | 1997-1998 |
| 9    | Shoulder & Robson | 1998      |
| 10   | Matt Pearson      | 1998-2001 |
| 11   | Paul Proudlock    | 2001-2002 |
| 12   | Gary Gill         | 2002      |

| Rang | Nom              | Période   |
| ---- | ---------------- | --------- |
| 13   | Derek Bell       | 2002-2004 |
| 14   | Alan Bell        | 2004      |
| 15   | Tom Wade         | 2004-2005 |
| 16   | Colin Richardson | 2005-2006 |
| 17   | Tony Lee         | 2006-2007 |
| 18   | Ian Bogie        | 2007-2012 |

| Rang | Nom                       | Période   |
| ---- | ------------------------- | --------- |
| 19   | Anth Smith                | 2012-2013 |
| 20   | David Rush (intérim)      | 2013      |
| 21   | Gary Mills                | 2013-2015 |
| 22   | Malcolm Crosby            | 2015      |
| 23   | Clark & Cummins (intérim) | 2015      |
| 24   | Neil Aspin                | 2015-     |

### Joueurs emblématiques
- Darren Caskey
- Richard Offiong
- George Aitken
- Jóan Símun Edmundsson
- Kevin Sainte-Luce